# Буровий розчин на нафтовій основі
Буровий розчин на нафтовій основі — буровий розчин з неводяною (нафтовою) основою, високоокисненим бітумом як колоїдною фазою, з натрієвими або кальцієвими солями як реагентом-стабілізатором і структуроутворювачем, що володіє низькими фільтраційними властивостями й густиною, але підвищеною умовною в'язкістю і забезпечує можливості використання її для розкриття продуктивних пластів без погіршення їхніх властивостей фільтратом, створення умов для визначення початкової нафтонасиченості за керном, проведення спеціальних геофізичних досліджень і ін., а також при бурінні в складних умовах.
Нафтоемульсійні промивальні рідини, основою яких є емульсія першого роду (мастило дисперговане у воді), використовують при розбурюванні глинистих та глинисто-карбонатних відкладів схильних до осипання стінок та утворення сальників на бурильних трубах.
Нафтоемульсійними глинистими розчинами можуть бути практично всі розчини на водній основі. Їх готують введенням до промивальної рідини на водній основі 10—15 % нафти або нафтопродукту і прокачуванням протягом декількох циклів через циркуляційну систему. Для підвищення стабільності емульсії, щоб із розчину не відділявся нафтопродукт, додають ПАР-емульгатори.
При застосуванні нафтоемульсійних промивальних рідин зростає механічна швидкість проходки і проходка на долото, суттєво зменшується липкість фільтраційної кірки, сила тертя бурильних труб об стінки свердловини й необхідний момент для обертання колони бурильних труб, водовіддача, небезпека утворення сальників.